# Тангар рудощокий
Танга́р рудощокий (Schistochlamys ruficapillus) — вид горобцеподібних птахів родини саякових (Thraupidae). Мешкає в Південній Америці.

## Опис
Довжина птаха становить 18 см, вага 38 г. Тім'я, горло, груди, верхня частина живота і гузка коричнювато-охристі. Живіт сіруватий. На обличчя чорна "маска". Потилиця і верхня частина тіла сірувато-сизі. Дзьоб міцний, сіруватий, на кінці чорний. Молоді птахи мають дещо тьмяніше забарвлення.

## Підвиди
Виділяють три підвиди:
- S. r. capistrata (Wied-Neuwied, 1821) — східна Бразилія (від південної Пари, південного Мараньяну, центрального Піауї і північного Гоясу до Мінас-Жерайсу);
- S. r. sicki Pinto & Camargo, 1952 — центральна Бразилія (Мату-Гросу);
- S. r. ruficapillus (Vieillot, 1817) — південно-східна Бразилія (від Мінас-Жерайсу до східної Парани), схід Парагваю і північний схід Бразилії (північний Місьйонес).

## Поширення і екологія
Рудощокі тангари мешкають в Бразилії, Аргентині і Парагваї. Вони живуть в саванах серрадо та в сухих тропічних лісах і чагарникових заростях каатинги. Зустрічаються поодинці або парами, на висоті до 1200 м над рівнем моря. Не приєднуються до змішаних зграй птахів. Живляться насінням, плодами і комахами. В кладці 2-3 яйця, інкубаційний період триває 13 днів.